# Passeriniella mangrovei
Passeriniella mangrovei är en svampart som beskrevs av G.L. Maria & K.R. Sridhar 2002. Passeriniella mangrovei ingår i släktet Passeriniella, klassen Dothideomycetes, divisionen sporsäcksvampar och riket svampar.   Inga underarter finns listade i Catalogue of Life.